# Zachary D. Massey
Zachary David Massey (* 14. November 1864 bei Marshall, Madison County, North Carolina; † 13. Juli 1923 in Sevierville, Tennessee) war ein US-amerikanischer Politiker. In den Jahren 1910 und 1911 vertrat er den Bundesstaat Tennessee im US-Repräsentantenhaus.

## Werdegang
Zachary Massey besuchte die öffentlichen Schulen seiner Heimat. Zwischen 1882 und 1886 war er in seinem Geburtsort Marshall als Lehrer tätig. Nach einem anschließenden Medizinstudium am Louisville Medical College in Kentucky und seiner Zulassung als Arzt begann er ab 1889 in Wears Valley (Tennessee) in seinem neuen Beruf zu arbeiten. Ein Jahr später verlegte er seinen Wohnsitz und seine Praxis nach Sevierville. Während des Spanisch-Amerikanischen Krieges war er im medizinischen Dienst der US-Streitkräfte tätig. Zwischen 1899 und 1904 fungierte er auch als Posthalter in Sevierville.
Politisch wurde Massey Mitglied der Republikanischen Partei. Von 1904 bis 1906 gehörte er dem Senat von Tennessee an. Nach dem Tod des Abgeordneten Walter P. Brownlow wurde er bei der fälligen Nachwahl für den ersten Sitz von Tennessee als dessen Nachfolger in das US-Repräsentantenhaus in Washington, D.C. gewählt, wo er am 8. November 1910 sein neues Mandat antrat. Da er bei den regulären Kongresswahlen des Jahres 1910 nicht mehr kandidierte, konnte er bis zum 3. März 1911 nur die laufende Legislaturperiode im Kongress beenden.
Nach seinem Ausscheiden aus dem US-Repräsentantenhaus praktizierte Zachary Massey wieder als Arzt. Außerdem wurde er in der Immobilienbranche tätig. Er starb am 13. Juli 1923 in Sevierville.